# Barangay (barrio)
Un barangay, también conocido por su antiguo nombre, barrio, es la menor unidad de gobierno local en Filipinas y es el término en las lenguas filipinas equivalente a pueblo, distrito o circunscripción. Los municipios y ciudades filipinos están compuestos de barangayes. El término es a veces abreviado como Bgy. o Brgy. A 31 de diciembre de 2006 había un total de 41 995 barangayes en toda Filipinas.
El término barangay y su estructura fueron concebidos durante la administración del presidente Ferdinand Marcos, sustituyendo a los antiguos barrios. Los barangayes fueron finalmente legalizados en el Código de Gobierno Local de 1991.

## Historia
Históricamente, el barangay es una comunidad relativamente pequeña de entre cincuenta y cien familias. La mayoría de pueblos tienen solo de treinta a cien casas y la población varía desde la centena hasta las quinientas personas. Miguel López de Legazpi se encontró comunidades de entre veinte o treinta personas. Muchos municipios costeros en la región de Bisayas están formados por no más de ocho o diez casas. La palabra deriva del nombre de un antiguo barco malayo-polinesio llamado balanghai. Comúnmente se cree que en las Filipinas precoloniales, cada barangay costero fue formado por el asentamiento de colonos que llegaron en barco desde otras partes del Sudeste asiático.
La mayoría de los municipios eran costeros o ribereños. Debido a que la principal fuente de proteínas provenía del mar y de los ríos, la mayoría de la población tenía en la pesca su base alimenticia. También el método de transporte era a través del agua. Los movimientos de la población eran río arriba y abajo y a través de las costas. Los ríos además eran un lugar donde bañarse, lavar la ropa y beber. Además las villas costeras eran más accesibles para los comerciantes por lo que la actividad económica se desarrollaba. El negocio con comerciantes significó el contacto con otras culturas y civilizaciones como la china, india, árabe. Así, las comunidades costeras de Manila, Iloílo y Panay, Cebú, Joló y Butuan lograron un nivel cultural mayor.
Tras la llegada de los españoles, varios antiguos barangayes fueron combinados para formar pueblos. Cada barangay dentro de un pueblo estaba encabezado por el cabeza de barangay, que formaba parte de la clase dirigente de los municipios de las Filipinas españolas. El puesto era inicialmente heredado desde el primer datu que había sido cabeza de barangay. Tras el final del control español, el sistema fue electivo. La principal ocupación de los cabezas de barangay era la de recaudar los tributos de los residentes.
Cuando los estadounidenses llegaron, el término barrio era el más extendido. El término se mantuvo durante la mayor parte del siglo XX hasta que el presidente Ferdinand Marcos ordenó renombrar los barrios como barangayes. No obstante el término barrio aún es usado por mucha gente.
El barangay actual es encabezado por un funcionario electo, el capitán del barangay, que es ayudado por consejeros, también electos.

## Gobierno
Cada barangay está dirigido por un capitán del barangay (barangay captain en inglés, punong barangay en tagalo), que anteriormente se llamaba un cabeza de barangay. Este alcalde de distrito dirige el consejo de barangay (sangguniang baranggay) reuniendo a los consejeros de barangay (kagawad). Cada barangay contiene un consejo de la juventud (Sangguniang Kabataan, SK), dirigido por un presidente, propuesto por los consejeros y quien organiza las actividades orientadas hacia la juventud, como las ligas de baloncesto.

## Liga ng mga Barangay
Existe una unión de barangayes en Filipinas: la Liga ng mga Barangay (español: Liga de Barangayes), más comúnmente conocida por su antiguo nombre, Association of Barangay Captains (ABC, Asociación de Capitanes del Barangay). Representa a los 41 995 barangayes que hay en Filipinas; es la más grande organización a nivel local de Filipinas. Su actual presidente es James Marty Lim.